# NGC 4878
NGC 4878 је спирална галаксија у сазвежђу Девица која се налази на NGC листи објеката дубоког неба.
Деклинација објекта је - 6° 6' 14" а ректасцензија 13h 0m 20,1s. Привидна величина (магнитуда) објекта NGC 4878 износи 13,6 а фотографска магнитуда 14,5. NGC 4878 је још познат и под ознакама MCG -1-33-64, PGC 44747.